# 约翰·胡德
约翰·安东尼·胡德爵士 KNZM（Sir John Antony Hood 1952年1月2日—）是一名新西兰商人、学者，是BG集团非执行董事，曾任奥克兰大学、牛津大学校长，是牛津900年来首次从国外聘请的校长。

## 荣誉
2014年，伊丽莎白二世因他对高等教育做出了重大贡献而授予他新西兰功绩勋章。